# نيكولاي زارودني
نيكولاي أليكسييفيتش زارودني (بالروسية: Nikolai Alekseyvich Zarudny)‏ (13 سبتمبر 1859 - 17 مارس 1919) هو باحث وعالم حيوان روسي من أصول أوكرانية. مختص بدراسة الحيوانات وخاصة الطيور في منطقة آسيا الوسطى. كتب كتابه الأول عن علم الطيور في عام 1896، وذلك بعد سفره في 5 بعثات في منطقة بحر قزوين بين عامي (1884 - 1892). قاد بعثات أخرى إلى إيران بدعم من الجمعية الجغرافية الروسية ومعهد سانت بطرسبرغ لعلوم الحيوان. جمع خلال رحلاته البحثية 3,140 عينة من الطيور و50,000 حشرة. وفي القترة التي تلت الثورة الروسية تم تأميم (نقله للقطاع الحكومي) مجموعته العلمية بواسطة الحكومة البلشفية آنذاك، لتنتقل أعماله إلى جامعة طشقند. مُنح نيكولاي ميدالية برزوالسكي من الجمعية الجغرافية الروسية.
خلال عمله الأخير حول كتابه عن علم الطيور في منطقة تركستان، تعرض لحادث تسمم أثناء عمله في جامعة طشقند وتوفي بسبب السم، وذلك أدى لعدم اكتمال كتابه الأخير. خلال حياته قام بنشر 218 ورقة علمية بحثية، أطلق خلالها العديد من الأسماء العلمية على الأنواع المكتشفة من الكائنات الحية.